# Дрімлюга-лірохвіст рудошиїй
Дрімлюга-лірохвіст рудошиїй (Uropsalis lyra) — вид дрімлюгоподібних птахів родини дрімлюгових (Caprimulgidae). Мешкає в Андах.

## Опис

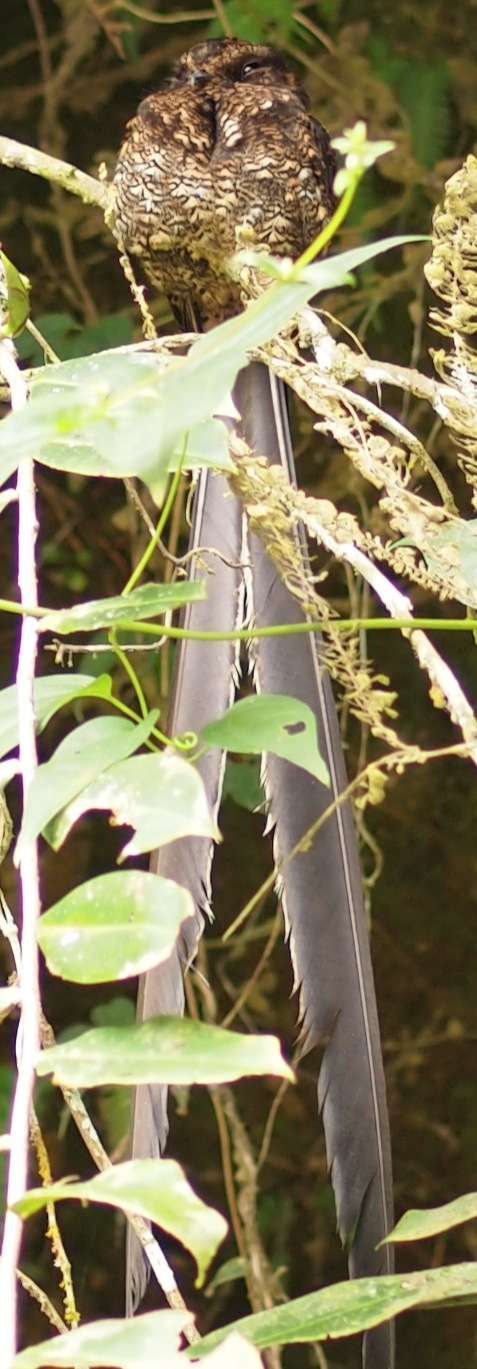
Рудошиїй дрімлюга-лірохвіст

Довжина птаха становить 23,5-28 см, самці важать 70 г, самиці 77 г. У самців крайні стернові пера є вдвічі довшими за решту тіла і можуть сягати 60-80 см. У самиць хвіст помітно коротший. 
Верхня частина тіла у самців коричнева. Тім'я і потилиця поцятковані сіруватими, охристими і рудувато-коричневими плямками, на спині також є охристі і рудувато-коричневі плямки. На задній частині шиї широкий рудувато-коричневий "комір". Хвіст коричневий, крайні стернові пера на кінці сірувато-білі, решта стернових пер смугасті, поцятковані коричневими і охристими плямками. Крила переважно коричневі, поцятковані охристими плямками. Підборіддя і горло охристі, поцятковані коричневими плямками, через горлои проходить рудувато-коричневий "комір". Груди і верхня частина живота коричневі, сильно поцятковані рудувато-коричневими плямками, нижня частина живота і боки охристі, поцятковані коричневими смужками. У самиць тім'я сірувате, а не коричневе, а руді плями на першорядних махових перах є більш помітними. 
Представники підвиду U. l. peruana мають більші розміри, ніж представники номінативного підвиду, їхнє забарвлення більш рудувате. Представники підвиду U. l. argentina є найбільшими серед трьох підвидів, плямки на грудях у них є білими, а кінчики стернових пер сірими, а не білими.

## Підвиди
Виділяють три підвиди:
- U. l. lyra (Bonaparte, 1850) — Анди на заході Венесуели (Кордильєра-де-Мерида), в Колумбії і Еквадорі;
- U. l. peruana (Berlepsch & Stolzmann, 1906)[5] — східні схили Анд в Перу і Болівії;
- U. l. argentina Olrog, 1975[6] — Анди на крайньому півдні Болівії і на північному заході Аргентини (Жужуй).

## Поширення і екологія
Рудошиї дрімлюги-лірохвости мешкають у Венесуелі, Колумбії, Еквадорі, Перу, Болівії і Аргентині. Вони живуть у вологих гірських і хмарних тропічних лісах, на узліссях і галявинах, поблизу річок і озер. Зустрічаються переважно на висоті від 1100 до 2100 м над рівнем моря. Ведуть присмерковий і нічний спосіб життя. Живляться комахами, яких ловлять в польоті. Сезон розмноження в Колумбії триває з червня по грудень.